# Bjerregård
Bjerregård ist eine kleine Siedlung an der Westküste der dänischen Halbinsel Jütland. Sie liegt im Gebiet der Gemeinde Hvide Sande  innerhalb der Region Midtjylland. Die Gegend ist von Dünen, Heidelandschaften und der Nähe zur Nordsee geprägt. Bjerregård ist ein beliebtes Ziel für Touristen und bietet eine Vielzahl von Aktivitäten wie Wandern, Radfahren und Vogelbeobachtung.

## Geschichte
Die Geschichte von Bjerregård ist eng mit der Fischerei und der Landwirtschaft der Region verbunden. Ursprünglich eine Ansammlung von Bauernhöfen und Fischerhütten, entwickelte sich die Siedlung im 20. Jahrhundert zu einem Ferienort.

## Geographie
Bjerregård ist ein Ferienhausgebiet, das etwa 15 Kilometer südlich von Hvide Sande liegt. Die Siedlung befindet sich im äußersten Süden von Holmsland Klit. Bjerregård gehört heute zur Ringkøbing-Skjern Kommune. Bis zur Kommunalreform im Jahr 2007 war das Ferienhausgebiet Teil der Holmsland Kommune.
Bjerregård liegt in einer Landschaft aus Dünen und Heide zwischen der Nordsee und dem Ringkøbing Fjord und besitzt einen langen Sandstrand. In der Nähe liegen mehrere Naturschutzgebiete. Zu den nächstliegenden Städten gehören Nymindegab, Hvide Sande und Nørre Nebel.

## Wirtschaft und Infrastruktur
Die Wirtschaft von Bjerregård stützt sich hauptsächlich auf den Tourismus. Es gibt zahlreiche Ferienhäuser, Campingplätze und kleinere Hotels. Die lokale Infrastruktur ist auf die Bedürfnisse der Touristen ausgerichtet, mit Fahrradverleihen, Einkaufsmöglichkeiten und Restaurants, die lokale Spezialitäten anbieten.

## Kultur und Sehenswürdigkeiten
Bjerregård bietet verschiedene kulturelle und natürliche Sehenswürdigkeiten. In der Nähe befinden sich mehrere Leuchttürme und die Stadt Hvide Sande, ein Fischerdorf mit Hafenanlagen und Fischauktionen.